# Sirālkoppa
Sirālkoppa är en ort i Indien.   Den ligger i distriktet Shimoga och delstaten Karnataka, i den södra delen av landet, 1 600 km söder om huvudstaden New Delhi. Sirālkoppa ligger 622 meter över havet och antalet invånare är 14 501.
Terrängen runt Sirālkoppa är platt, och sluttar västerut. Runt Sirālkoppa är det tätbefolkat, med 276 invånare per kvadratkilometer. Närmaste större samhälle är Shikārpur, 16,8 km sydost om Sirālkoppa. Trakten runt Sirālkoppa består till största delen av jordbruksmark.